# Michnowo
Michnowo (lit. Mikniškės) − wieś na Litwie, w rejonie solecznickim, 2 km na południowy wschód od Turgieli, zamieszkana przez 87 ludzi. Przed II wojną światową w Polsce, w powiecie wileńsko-trockim województwa wileńskiego.
We wsi działa parafia prawosławna; znajdują się tu cerkiew Ikony Matki Bożej „Wszystkich Strapionych Radość” z I poł. XX w. oraz sąsiadująca z nią późniejsza kaplica św. Jana Kronsztadzkiego.